# Vega (Rapper)

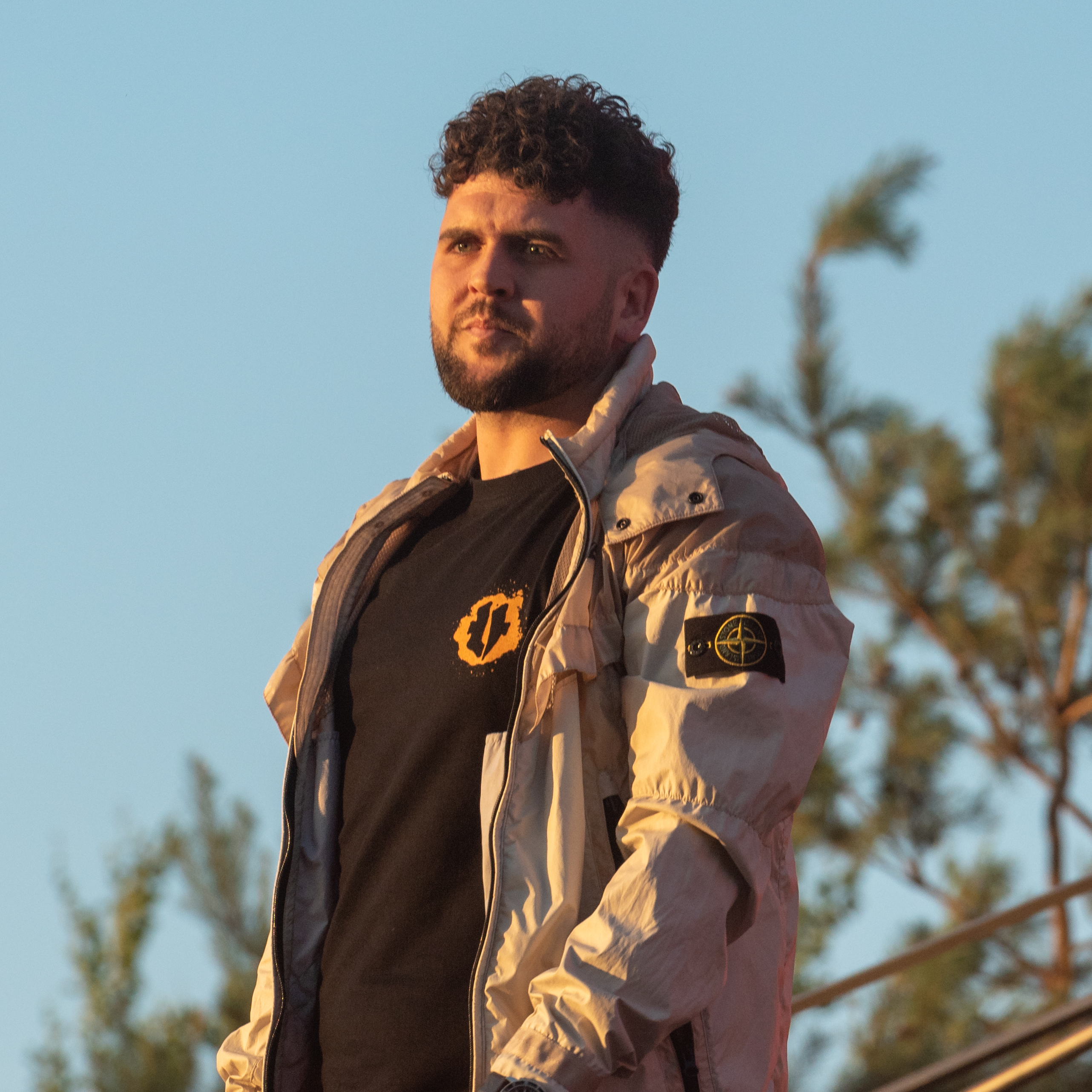
Vega (2018)

Vega, bürgerlich Andre Witter (* 1985 in Langen), ist ein deutscher Rapper aus Frankfurt am Main. Er ist Gründer und Inhaber des Plattenlabels Freunde von Niemand.

## Leben und Karriere
Vega wurde 1985 in Langen (Hessen) als Sohn einer deutschen Mutter und eines italienisch-sizilianischen Vaters geboren. Der Rapper und Songwriter Nio ist sein jüngerer Bruder. Vega wuchs in Höchst an der Nidder auf, einem Dorf etwa 25 km von Frankfurt entfernt. Nachdem er schon früh mit Rap in Kontakt geraten war, kaufte er sich bald erstes Equipment und stellte unter dem damaligen Namen VRS eine EP mit fünf Liedern ins Internet.
Nach weiteren EPs, welche im Internet zur Verfügung gestellt wurden, veröffentlichte er 2005 – wieder im Internet – das Unzerfikkbar Mixtape, das bis heute über 5000 Mal heruntergeladen wurde. Danach wurde er Mitglied der Rapcrew Rare-Squad. Später lernte er die beiden Berliner Rapper Sentino und Kid Kobra kennen. Mit letzterem und dem Produzenten Djorkaeff nahm er anschließend den Song Nicht mehr feierlich auf, den Abroo von Buckwheats Music hörte. Dieser machte Vega dann seinem Labelboss Separate bekannt, worauf Vega bei Buckwheats Music unterschrieb.
Nach zahlreichen Features mit Künstlern seines Labels erschien schließlich im Jahr 2006 das Kollaboalbum Deutsche Probleme mit Separate. Daraufhin wurde mehrmals ein Soloalbum von Vega angekündigt, das sich jedoch trotz zahlreicher Ankündigungen immer wieder verschob. Das hatte zur Folge, dass Vega 2007 die EP Adlerjunge zum Gratisdownload anbot. Anfang 2008 trennte sich Vega von Buckwheats Music. Dennoch bestritt er danach mit Casper, Maeckes & Plan B und Pimpulsiv eine Tour, auf der er auch erste Solosongs spielte.
So wurde auch Bosca auf ihn aufmerksam. Vega war später auch am Mammut Remix von Der Beweis beteiligt, zu welchem auch ein Video veröffentlicht wurde. Ende 2008 gründete Vega gemeinsam mit dem Produzententeam Emonex (M1X) aus Mainz sein Label Butterfly Music.
Am 9. Oktober 2009 veröffentlichte Vega sein Debütalbum Lieber bleib ich broke. Anfang 2010 wurde er bei den Hiphop.de Awards 2009 als „Bester Newcomer National“ ausgezeichnet. Am 30. September 2010 folgte die kostenlose Online-EP Die Wahrheit ist hässlich, auf welcher Marc Reis, Olson Rough und Sänger Tareq vertreten sind. Zudem gab Vega in dem Monat in einem Statement bekannt, dass es im Streit zwischen dem Mitgründer Emonex und ihm zu einer Trennung kam. Ebenfalls verkündete Vega, nun die von seinem Ex-Partner geschützten Namen Vega sowie Butterfly Music in Zukunft nicht mehr benutzen zu dürfen. Weiter hat Emonex die Live-Performance seiner produzierten Tracks mittels eines Anwaltsschreibens an Vega untersagt.
Im März 2011 gründete Vega das Plattenlabel Freunde von Niemand, wo neben den vorherigen Künstlern auch die Rapper Bosca, Bizzy Montana, Face, Migo und Timeless sowie die Produzenten Johnny Pepp, Cristalbeats und Jumpa unter Vertrag stehen.
Außerdem ist Vega bekennendes Mitglied der Frankfurter Ultra-Gruppe Ultras Frankfurt 97, die in seinen Texten und Videos wiederholt repräsentiert wird.
Am 13. Januar 2012 erschien Vegas zweites Album Vincent, das in Deutschland auf Platz 5 und in Österreich auf Platz 28 der Album-Charts einstieg und somit seine ersten Charterfolge für sich und sein Label Freunde von Niemand verbuchen konnte.
Sein am 11. Januar 2013 erschienenes drittes Album Nero stieg in Deutschland auf Platz 2 der Album-Charts ein. Im August 2013 wurde die Trennung von Hadi El-Dor, dem damaligen Manager von Freunde von Niemand bekannt gegeben.
Am 16. Januar 2015 erschien Vegas viertes Soloalbum Kaos, mit dem er erstmals die Spitze der deutschen Charts erreichte. Im Juni 2015 gründete Vega gemeinsam mit dem FvN-Manager Andreas Schnell ein neues Musiklabel unter dem Namen Über die Grenze. Mit Born, Samson Jones (ehemals Jonesman) und Montez gab er bereits die ersten Signings bekannt.
Am 9. März 2018 veröffentlichte Vega sein fünftes Soloalbum V, das Platz vier der deutschen Charts erreichte, sowie den zweiten Teil seines Mixtapes Dreggisch und roh.
Am 6. März 2020 erschien sein sechstes Soloalbum Locke, sein siebtes Soloalbum 069 am 12. Februar 2021.

## Diskografie

### Studioalben
| Jahr | Titel Musiklabel                              | Höchstplatzierung, Gesamtwochen, AuszeichnungChartplatzierungen (Jahr, Titel, Musiklabel, Platzierungen, Wochen, Auszeichnungen, Anmerkungen, Cover) | Höchstplatzierung, Gesamtwochen, AuszeichnungChartplatzierungen (Jahr, Titel, Musiklabel, Platzierungen, Wochen, Auszeichnungen, Anmerkungen, Cover) | Höchstplatzierung, Gesamtwochen, AuszeichnungChartplatzierungen (Jahr, Titel, Musiklabel, Platzierungen, Wochen, Auszeichnungen, Anmerkungen, Cover) | Anmerkungen                            | Cover |
| Jahr | Titel Musiklabel                              | DE | AT | CH | Anmerkungen                            | Cover |
| ---- | --------------------------------------------- | --- | --- | --- | -------------------------------------- | ----- |
| 2009 | Lieber bleib ich broke Butterfly Music        | — | — | — | Erstveröffentlichung: 9. Oktober 2009  |       |
| 2012 | Vincent Wolfpack Entertainment                | DE5 (2 Wo.)DE | AT28 (1 Wo.)AT | — | Erstveröffentlichung: 13. Januar 2012  |       |
| 2013 | Nero Wolfpack Entertainment                   | DE2 (2 Wo.)DE | AT14 (1 Wo.)AT | CH30 (2 Wo.)CH | Erstveröffentlichung: 11. Januar 2013  |       |
| 2015 | Kaos Wolfpack Entertainment                   | DE1 (3 Wo.)DE | AT14 (1 Wo.)AT | CH6 (3 Wo.)CH | Erstveröffentlichung: 16. Januar 2015  |       |
| 2018 | V Vertigo                                     | DE4 (3 Wo.)DE | AT12 (1 Wo.)AT | CH11 (2 Wo.)CH | Erstveröffentlichung: 9. März 2018     |       |
| 2020 | Locke Vertigo                                 | DE2 (2 Wo.)DE | AT18 (1 Wo.)AT | CH30 (1 Wo.)CH | Erstveröffentlichung: 6. März 2020     |       |
| 2021 | 069 Urban                                     | DE3 (1 Wo.)DE | — | CH35 (1 Wo.)CH | Erstveröffentlichung: 12. Februar 2021 |       |
| 2024 | Wieso sie Stürme nach Menschen benennen Urban | DE2 (1 Wo.)DE | — | CH16 (1 Wo.)CH | Erstveröffentlichung: 2. Februar 2024  |       |

### Kollaboalben
| Jahr | Titel Musiklabel                               | Höchstplatzierung, Gesamtwochen, AuszeichnungChartplatzierungen (Jahr, Titel, Musiklabel, Platzierungen, Wochen, Auszeichnungen, Anmerkungen) | Höchstplatzierung, Gesamtwochen, AuszeichnungChartplatzierungen (Jahr, Titel, Musiklabel, Platzierungen, Wochen, Auszeichnungen, Anmerkungen) | Höchstplatzierung, Gesamtwochen, AuszeichnungChartplatzierungen (Jahr, Titel, Musiklabel, Platzierungen, Wochen, Auszeichnungen, Anmerkungen) | Anmerkungen                          |
| Jahr | Titel Musiklabel                               | DE | AT | CH | Anmerkungen                          |
| ---- | ---------------------------------------------- | --- | --- | --- | ------------------------------------ |
| 2016 | Alte Liebe rostet nicht Wolfpack Entertainment | DE4 (2 Wo.)DE | AT13 (1 Wo.)AT | CH8 (2 Wo.)CH | Erstveröffentlichung: 2016 mit Bosca |

Weitere Kollaboalben
- 2006: Deutsche Probleme (mit Separate)

### Livealben
| Jahr | Titel Musiklabel                                 | Höchstplatzierung, Gesamtwochen, AuszeichnungChartsChartplatzierungen (Jahr, Titel, Musiklabel, Platzierungen, Wochen, Auszeichnungen, Anmerkungen) | Anmerkungen                |
| Jahr | Titel Musiklabel                                 | DE | Anmerkungen                |
| ---- | ------------------------------------------------ | --- | -------------------------- |
| 2015 | [Ka:os] Live in Frankfurt Wolfpack Entertainment | DE28 (1 Wo.)DE | Erstveröffentlichung: 2015 |

### Mixtapes
| Jahr | Titel Musiklabel                      | Höchstplatzierung, Gesamtwochen, AuszeichnungChartplatzierungen (Jahr, Titel, Musiklabel, Platzierungen, Wochen, Auszeichnungen, Anmerkungen) | Höchstplatzierung, Gesamtwochen, AuszeichnungChartplatzierungen (Jahr, Titel, Musiklabel, Platzierungen, Wochen, Auszeichnungen, Anmerkungen) | Anmerkungen                                         |
| Jahr | Titel Musiklabel                      | DE | CH | Anmerkungen                                         |
| ---- | ------------------------------------- | --- | --- | --------------------------------------------------- |
| 2016 | Dreggisch und roh Freunde von Niemand | — | CH81 (1 Wo.)CH | Erstveröffentlichung: 2016 Tour- und Online-Mixtape |
| 2018 | Dreggisch und roh 2 –                 | DE89 (1 Wo.)DE | — | Erstveröffentlichung: 2018                          |

Weitere Mixtapes
- 2005: Unzerfikkbar Mixtape (Online-Mixtape; als VRS)

### EPs
- 2004: Erst der Anfang (Online-EP; als VRS)
- 2007: Adlerjunge (Online-EP)
- 2010: Die Wahrheit ist hässlich (Online-EP)

### Singles
| Jahr | Titel Album                                           | Höchstplatzierung, Gesamtwochen, AuszeichnungChartplatzierungen (Jahr, Titel, Album, Platzierungen, Wochen, Auszeichnungen, Anmerkungen) | Höchstplatzierung, Gesamtwochen, AuszeichnungChartplatzierungen (Jahr, Titel, Album, Platzierungen, Wochen, Auszeichnungen, Anmerkungen) | Anmerkungen                                                   |
| Jahr | Titel Album                                           | DE | CH | Anmerkungen                                                   |
| --- | ----------------------------------------------------- | --- | --- | ------------------------------------------------------------- |
| 2020 | Am Boden bleiben 069                                  | DE50 (1 Wo.)DE | — | Erstveröffentlichung: 20. November 2020 feat. Casper & Montez |
| 2020 | Hyänen 069                                            | DE41 (1 Wo.)DE | CH79 (1 Wo.)CH | Erstveröffentlichung: 3. Dezember 2020 feat. Samra            |
| 2021 | Ich will es bar 069                                   | DE48 (1 Wo.)DE | — | Erstveröffentlichung: 28. Januar 2021 feat. Haftbefehl        |
| 2024 | Als du gingst Wieso sie Stürme nach Menschen benennen | DE— aDE | — | Erstveröffentlichung: 1. Februar 2024                         |
| Folgende Lieder erschienen nicht als Single, wurden aber durch das Album zum Download und Streaming bereitgestellt und konnten somit eine Platzierung erlangen: |                                                       | | |                                                               |
| |                                                       | | |                                                               |
| 2021 | Waage 069                                             | DE— bDE | — | Charteinstieg: 19. Februar 2021                               |

Weitere Singles
- 2006: Nicht mehr feierlich (feat. Kid Kobra)
- 2006: Buckwheats Excluxive (feat. Turkish)
- 2007: Unzerfikkbar (feat. Nightlife)
- 2007: Exclusive
- 2008: Gottes Sohn (Remix) (feat. Charon)
- 2008: Splash! Exclusive
- 2009: Hand reichen
- 2009: Keiner bleibt
- 2009: Was ist mit dir?
- 2009: Koma (Remix) (feat. Haftbefehl, Jonesmann, Favorite & Blaze)
- 2010: Daniels Jack
- 2011: Solang es schlägt (feat. Bosca)
- 2025: Überlebt

Juice-Exclusives
- 2007: New Kids on the Block II (feat. Blumio, Kitty Kat, Fard, KC Rebell, Flaver Taver, Casper, Rynerrr Schrott, Sprachtot, Semi B, AmmO, Der Schöne Ralf, Sucuk Ufuk, Greckoe, Phrase, Samurai, Marsimoto, Skinny Al, Animus, Morlockk Dilemma, Gregpipe, H aka N, Juvel, Lance Carvell & Adas; auf Juice-CD #75)
- 2007: Solange ich atme (feat. Separate; auf Juice-CD #77)
- 2007: Was ihr redet (feat. Ercandize, Marteria & Separate; auf Juice-CD #80)
- 2009: Der Junge von der Bushalte (auf Juice-CD #99)
- 2014: 1312 (auf Juice-CD #126)